# Alternanza politica
L'alternanza politica è il passaggio del governo di un paese democratico alternativamente, a partiti politici e leader di coalizioni contrapposte. L'alternanza è ritenuta dai politologi un evidente segnale di democraticità di un paese. Infatti quanto più tale evento si verifica in modo non sistematico, ma ripetuto nel tempo, tanto più la democrazia appare godere di buon funzionamento.